# 3906 Chao
3906 Chao este un asteroid din centura principală, descoperit pe 31 mai 1987 de Carolyn Shoemaker.